# Remyelinisierung
Als Remyelinisierung bezeichnet man die Wiederherstellung der Myelinscheide von Nervenfasern nach Schädigungen durch demyelinisierende Erkrankungen (Entmarkungskrankheiten) wie etwa Multiple Sklerose, aber auch demyelinisierende Neuropathien. Der Prozess der Remyelinisierung ist ein körpereigener Vorgang, der jedoch häufig unvollständig bleibt und individuell unterschiedlich verlaufen kann. Ein besseres Verständnis natürlicher Remyelinisierungsvorgänge ist Voraussetzung für eine zukünftige therapeutische Beeinflussung und darum derzeit Gegenstand intensiver Forschung.